# Câu lạc bộ thể thao Kiệt Chí
Câu lạc bộ thể thao Kiệt Chí (giản thể: 杰志育会; phồn thể: 傑志體育會; Hán-Việt: Kiệt Chí thể dục hội; tiếng Anh: Kitchee Sport Club) là một câu lạc bộ thể thao Hồng Kông nổi tiếng với môn thể thao bóng đá. Câu lạc bộ được thành lập vào năm 1931 và hiện đang thi đấu ở giải bóng đá hạng nhất Hồng Kông, hiện đang thi đấu tại sân vận động Vượng Giác.
Kiệt Chí cũng từng đánh bại AC Milan 2-1 vào ngày 30 tháng 5 năm 2004  và đánh bại Juventus 5-3 trên loạt sút luân lưu (2-2 sau thời gian chính thức) vào ngày 4 tháng 6 năm 2005  trong một trận đấu mùa hè diễn ra ở Hồng Kông.

## Lịch sử
Sau khi trở lại với giải hạng nhất vào năm 2003, Kiệt Chí đã trở thành một trong những đội nổi bật nhất ở Hồng Kông. Huấn luyện viên là Dejan Antonic, Kiệt Chí giành được ba danh hiệu trong hai mùa: hai danh hiệu (2005-2006) và một ở mùa giải 2006-07 của họ, câu lạc bộ bảo đảm vị trí thứ 2 trong giải đấu, nơi nhà vô địch Nam Hoa đã có đã đủ điều kiện để thi đấu AFC Cup. Kết quả là, Kiệt Chí đã trở thành một trong hai đại diện Hồng Kông ở AFC Cup năm 2008.
Từ năm 2009, câu lạc bộ 
là một đối tác với trường Đại học Trung Quốc của Hồng Kông cho chương trình phòng chống tai nạn thương tích và tăng cường hiệu suất (IPPE) của nó.
Kiệt Chí đã được mời tham dự giải Singapore Cup 2010, trở thành đội Hồng Kông đầu tiên tham gia giải đấu. Câu lạc bộ thua Etoile FC 4-6 trên trận chung kết.
Trong giải bóng đá hạng nhất Hồng Kông mùa giải 2010-11, dưới thời HLV Josep Gombau, Kiệt Chí đã giành chức vô địch đầu tiên trong 47 năm, hơn một điểm so với đối thủ Nam Hoa, cho phép câu lạc bộ để cạnh tranh tại giải Barclays Asia Trophy 2011, nơi họ thua 0-4 trước Chelsea F.C. và 0-3 trước Blackburn Rovers, và lọt vào AFC Cup năm 2012.
Trong năm 2012, Kitchee Foundation gửi một đề nghị thành công của Hồng Kông Jockey Club Tổ chức từ thiện Hồng Kông Jockey Club cho một trung tâm đào tạo bóng đá trẻ. Câu lạc bộ đã nhận được hơn 44 triệu đô la Hồng Kông từ sự tin tưởng cho việc thành lập một trung tâm tại Thạch Môn, Sa Điền, Tân Giới. Đó sẽ được gọi là Trung tâm Jockey Club Kitchee, thành lập vào năm 2014. Đầu vào của niềm tin sẽ là đủ cho 90% chi phí của trung tâm, trong khi tiền thu được từ Kiệt Chí vs triển lãm Arsenal cũng sẽ đi vào phát triển trung tâm.
Trong tháng 7 năm 2012, Kiệt Chí thi đấu với Arsenal F.C. cho giải đấu The Charities Hong Kong Jockey Club Challenge Cup, hòa 2-2 trên sân vận động Hồng Kông. Đây là lần đầu tiên Arsenal thi đấu ở Hồng Kông kể từ 17 năm trước. Trong tháng 10 năm 2012, Arsenal tặng thêm 780.000 đô la Hồng Kông để Kitchee Foundation để hỗ trợ các trung tâm đào tạo thanh thiếu niên.
Kiệt Chí thi đấu với Manchester United tại Hồng Kông trong mùa hè năm 2013, sau khi Kitchee Foundation đã nhận được 8 triệu đô la Hồng Kông từ Quỹ Mega để tổ chức trận đấu  Trận đấu diễn ra vào ngày 2 tháng 8 năm 2013, Manchester United giành chiến thắng 5-2.

## Thành tích

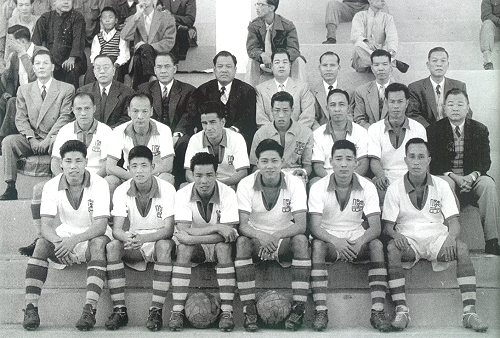
CLB thể thao Kiệt Chí vào năm 1959.

Các cầu thủ Kiệt Chí ăn mừng chức vô địch Hong Kong League Cup 2006-07.

- Giải bóng đá hạng nhất Hồng Kông

Vô địch (9): 1947–48, 1949–50, 1963–64, 2010–11, 2011–12, 2013–14, 2014–15, 2016–17, 2017–18
Á quân (7): 1952–53, 1954–55, 1956–57, 2003–04, 2006–07, 2008–09, 2012–13
- Giải bóng đá Senior Challenge Hồng Kông

Vô địch (5): 1949–50, 1953–54, 1959–60, 1963–64, 2005–06
Được tham dự (5): 1948–49, 1951–52, 1955–56, 2007–08, 2009–10
- FA Cup Hồng Kông

Winners (2): 2011–12, 2012–13
Finalists (2): 2003–04, 2013–14
- League Cup Hồng Kông

Winners (3): 2005–06, 2006–07, 2011–12
- Play-offs Hồng Kông

Winners (1): 2012–13
- Community Shield Hồng Kông

Winners (1): 2009

## Hãng quần áo

### Hãng quần
- 2003–04: Diodara
- 2004–08: Mizuno
- 2008–nay: Nike

### Hãng áo
- 2003–04: Xplore
- 2004–13: Canon

## Đội hình hiện tại

### Đội hình chính
Ghi chú: Quốc kỳ chỉ đội tuyển quốc gia được xác định rõ trong điều lệ tư cách FIFA. Các cầu thủ có thể giữ hơn một quốc tịch ngoài FIFA.
| Số | VT | Quốc gia    | Cầu thủ                   |
| -- | -- | ----------- | ------------------------- |
| 1  | TM | Hồng Kông   | Vương Chấn Bằng           |
| 2  | HV | Tây Ban Nha | Fernando RecioFP          |
| 3  | HV | Tây Ban Nha | Dani CancelaFP            |
| 4  | HV | Hồng Kông   | Trần Thậm Hy              |
| 5  | HV | Hồng Kông   | Hélio                     |
| 6  | TV | Hồng Kông   | Cao Văn                   |
| 7  | TV | Brasil      | FernandoFP                |
| 8  | TĐ | Hồng Kông   | Alex Akande               |
| 9  | TĐ | Tây Ban Nha | Juan BelencosoFP          |
| 10 | TV | Hồng Kông   | Lâm Gia Vỹ (đội phó)      |
| 11 | TĐ | Hồng Kông   | Sandro                    |
| 12 | HV | Hồng Kông   | Lư Quân Nghi (đội trưởng) |
| 14 | TV | Hồng Kông   | Trương Quốc Minh          |

| Số | VT | Quốc gia    | Cầu thủ                        |
| -- | -- | ----------- | ------------------------------ |
| 15 | TĐ | Hồng Kông   | Christian Annan                |
| 18 | TĐ | Tây Ban Nha | Jordi TarrésFP                 |
| 19 | TV | Hồng Kông   | Hoàng Dương (đội trưởng thứ 3) |
| 20 | TV | Hồng Kông   | Lâm Chú Cơ                     |
| 21 | HV | Hồng Kông   | Đường Kiến Văn                 |
| 23 | TM | Hồng Kông   | Quách Kiếm Kiều                |
| 24 | TV | Hồng Kông   | Nhan Trác Bân                  |
| 27 | TM | Hồng Kông   | Trần Gia Hào                   |
| 28 | TV | Hồng Kông   | Trịnh Triển Long               |
| 29 | TĐ | Hồng Kông   | Hirokane Harima                |
| 31 | HV | Hồng Kông   | La Tử Tuấn                     |
| 38 | TV | Hồng Kông   | Nhan Lạc Phong                 |
| 44 | HV | Hàn Quốc    | Kim Tae-minFP                  |

### Cầu thủ có nhiều quốc tịch
- Christian Annan (Cầu thủ nhập tịch, thi đấu cho đội tuyển bóng đá quốc gia Hồng Kông)
- Cao Văn (Cầu thủ nhập tịch, thi đấu cho đội tuyển bóng đá quốc gia Hồng Kông)''
- Hoàng Dương (Cầu thủ nhập tịch, thi đấu cho đội tuyển bóng đá quốc gia Hồng Kông)''
- Hélio (Cầu thủ nhập tịch)''
- Quách Kiếm Kiều (Cầu thủ nhập tịch)''
- Sandro (Cầu thủ nhập tịch, thi đấu cho đội tuyển bóng đá quốc gia Hồng Kông)''
- Vương Chấn Bằng (Cầu thủ nhập tịch, thi đấu cho đội tuyển bóng đá quốc gia Hồng Kông)''
- Lâm Chú Cơ (Cầu thủ nhập tịch)
- Alex Tayo Akande (Cầu thủ nhập tịch, thi đấu cho đội tuyển bóng đá quốc gia Hồng Kông)
- Hirokane Harima (Cầu thủ nhập tịch)''

### Cầu thủ được cho mượn
Ghi chú: Quốc kỳ chỉ đội tuyển quốc gia được xác định rõ trong điều lệ tư cách FIFA. Các cầu thủ có thể giữ hơn một quốc tịch ngoài FIFA.
| Số | VT | Quốc gia  | Cầu thủ                                                     |
| -- | -- | --------- | ----------------------------------------------------------- |
| 22 | TV | Hồng Kông | Emmet Chun-Shan Patrick Wan-Mackey (đến Quán Trung Nam Khu) |
| 26 | HV | Hồng Kông | Vương Hòa Tồn (đến Quán Trung Nam Khu)                      |

| Số | VT | Quốc gia  | Cầu thủ                               |
| -- | -- | --------- | ------------------------------------- |
| 30 | TV | Hồng Kông | Lương Gia Hy (đến Quán Trung Nam Khu) |
| -  | TV | Hồng Kông | Hà Trác Hằng (đến Quán Trung Nam Khu) |